# Селімов Алім Максимович
Алім Максимович Селімов (рос. Алим Максимович Селимов; нар. 26 січня 1983, c. Касумкент, Дагестан, РРФСР) — білоруський борець греко-римського стилю, дворазовий чемпіон світу, учасник Олімпійських ігор. Заслужений майстер спорту Республіки Білорусь з греко-римської боротьби.

## Біографія
За національністю — лезгин, народився і виріс на півдні Дагестану в селі Касумкент Сулейман-Стальського району, де жив до шістнадцяти років. В 1999 році переїхав до Білорусі, де й живе в місті Гомель. Займатися вільною боротьбою почав у віці 10 років, коли переїхав до Білорусі, в Мозир, до тренера Маліка Ескендарова, який є теж дагестанцем.
Є першим дагестанцем, що завоював титул чемпіона світу з греко-римської боротьби. Дворазовий чемпіон Дагестану, чемпіон Білорусі (2002), чемпіон Польщі (2003).
Визнаний найкращим спортсменом Білорусі 2011 року.
У січні 2015 призначений генеральним директором ФК «Динамо Мінськ».

## Спортивні результати на міжнародних змаганнях

### Виступи на Олімпіадах
| Змагання                    | Збірна   | Вагова категорія                 | Місце |
| --------------------------- | -------- | -------------------------------- | ----- |
| Літні Олімпійські ігри 2012 | Білорусь | греко-римська боротьба, до 84 кг | 12    |

### Виступи на Чемпіонатах світу
| Змагання                        | Збірна   | Вагова категорія                 | Місце  |
| ------------------------------- | -------- | -------------------------------- | ------ |
| Чемпіонат світу з боротьби 2005 | Білорусь | греко-римська боротьба, до 84 кг | Золото |
| Чемпіонат світу з боротьби 2007 | Білорусь | греко-римська боротьба, до 84 кг | 10     |
| Чемпіонат світу з боротьби 2011 | Білорусь | греко-римська боротьба, до 84 кг | Золото |

### Виступи на Чемпіонатах Європи
| Змагання                         | Збірна   | Вагова категорія                 | Місце |
| -------------------------------- | -------- | -------------------------------- | ----- |
| Чемпіонат Європи з боротьби 2005 | Білорусь | греко-римська боротьба, до 84 кг | 8     |
| Чемпіонат Європи з боротьби 2011 | Білорусь | греко-римська боротьба, до 84 кг | 9     |

### Виступи на Кубках світу
| Змагання                    | Збірна   | Вагова категорія                 | Місце  |
| --------------------------- | -------- | -------------------------------- | ------ |
| Кубок світу з боротьби 2011 | Білорусь | греко-римська боротьба, до 84 кг | Бронза |
| Кубок світу з боротьби 2012 | Білорусь | греко-римська боротьба, до 84 кг | 10     |

### Виступи на інших змаганнях
| Змагання                                                        | Збірна   | Вагова категорія                 | Місце  |
| --------------------------------------------------------------- | -------- | -------------------------------- | ------ |
| Гран-прі Німеччини з боротьби 2004                              | Білорусь | греко-римська боротьба, до 74 кг | 4      |
| Золотий Гран-прі з боротьби 2006                                | Білорусь | греко-римська боротьба, до 84 кг | Бронза |
| Чемпіонат світу з боротьби серед військовослужбовців 2006       | Білорусь | греко-римська боротьба, до 84 кг | Бронза |
| Гран-прі Німеччини з боротьби 2007                              | Білорусь | греко-римська боротьба, до 84 кг | 22     |
| Олімпійський кваліфікаційний турнір з боротьби 2008 (Новий Сад) | Білорусь | греко-римська боротьба, до 84 кг | 18     |
| Гран-прі Німеччини з боротьби 2008                              | Білорусь | греко-римська боротьба, до 84 кг | 5      |
| Турнір Вехбі Емре 2011                                          | Білорусь | греко-римська боротьба, до 84 кг | 5      |
| Кубок Владислава Питласинські 2011                              | Білорусь | греко-римська боротьба, до 84 кг | 16     |
| Меморіал Олега Караваєва 2011                                   | Білорусь | греко-римська боротьба, до 84 кг | Срібло |
| Гран-прі Німеччини з боротьби 2012                              | Білорусь | греко-римська боротьба, до 84 кг | 10     |

### Виступи на змаганнях молодших вікових груп
| Змагання                                      | Збірна   | Вагова категорія                 | Місце |
| --------------------------------------------- | -------- | -------------------------------- | ----- |
| Чемпіонат світу з боротьби серед юніорів 2003 | Білорусь | греко-римська боротьба, до 74 кг | 12    |